# Amphiblemma soyauxii
Amphiblemma soyauxii är en tvåhjärtbladig växtart som beskrevs av Célestin Alfred Cogniaux. Amphiblemma soyauxii ingår i släktet Amphiblemma och familjen Melastomataceae. Inga underarter finns listade i Catalogue of Life.